# Jon Fält

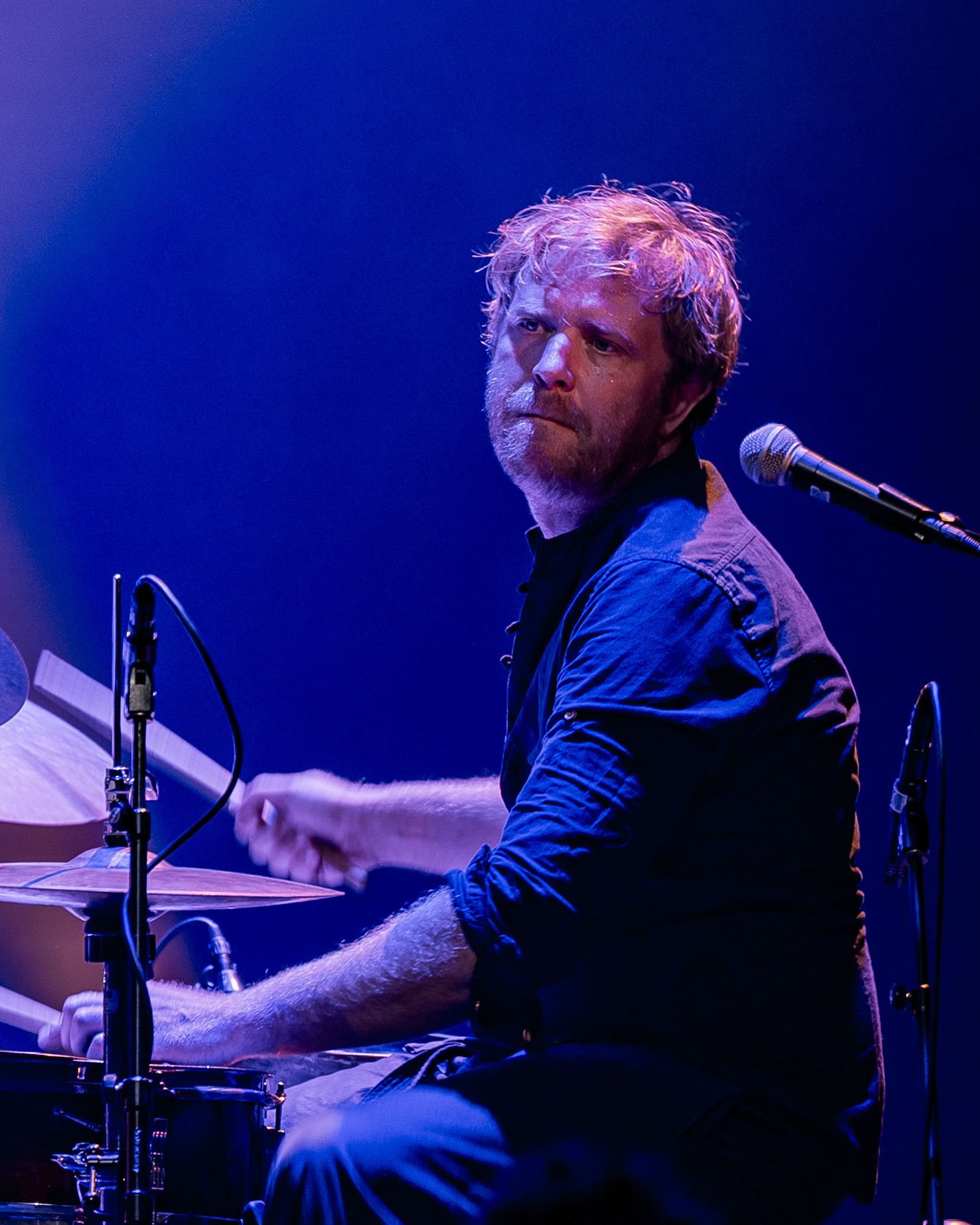
Jon Fält (2025)

Jon Fält (* 28. August 1979 in Gävle) ist ein schwedischer Schlagzeuger des Modern Jazz.

## Leben und Wirken

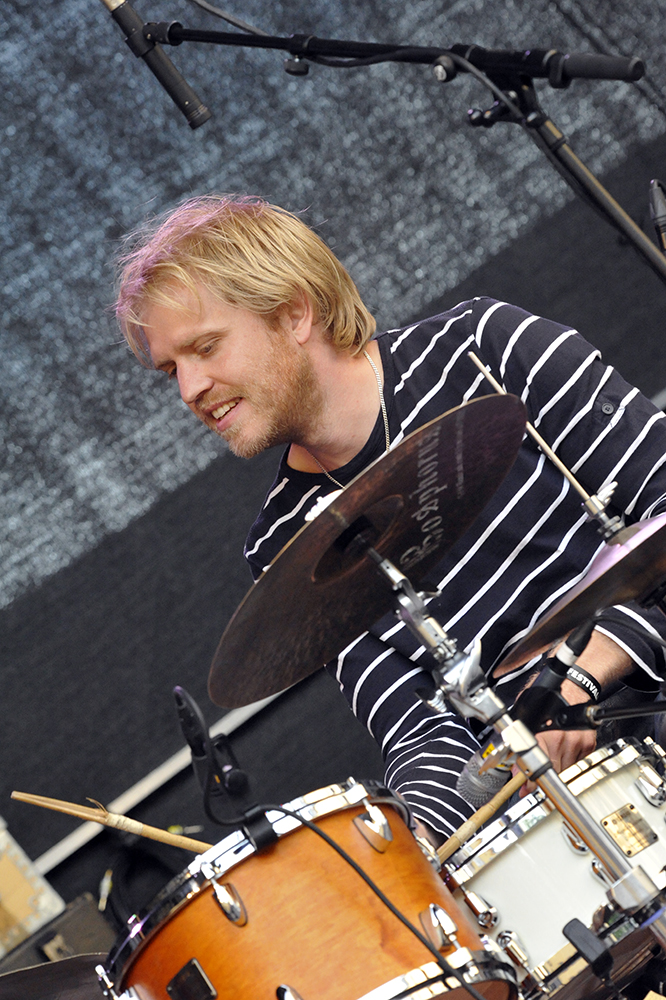
Jon Fält (Stockholm Jazz Festival 2010)

Fält wuchs in Sandviken auf und hatte ersten Unterricht bei Stefan Bergkvist an der Kulturskolan. Ab 1990 spielte er in der Sandvik Small Band der Schule, mit der 1994 erste Aufnahmen entstanden. Er besuchte das Jazzgymnasium in Gävle und die Kungliga Musikhögskolan in Stockholm. In den folgenden Jahren arbeitete er mit Alberto Pinton, Bobo Stenson (zu hören auf dessen ECM-Alben Cantando, 2007 und Indicum, 2011), außerdem mit Lina Nyberg (Tellus, 2006) und Jon Vanderlander, in der Formation The Stoner um den Saxophonisten Nils Berg, ferner in den Formationen The Deciders, Splint!, Yun Kan 5 (um Fredrik Ljungkvist) und im Trondheim Jazz Orchestra. 2007 erhielt Fält das Alice-Babs-Jazzstipendium. Im Bereich des Jazz war er zwischen 1994 und 2019 an 31 Aufnahmesessions beteiligt, u. a. mit Palle Danielsson, Fredrick Nordström, Anders Jormin und Ellen Andrea Wang (Closeness, 2020). In einer Rezension auf Nordische Musik von Jormins Album Ad Lucem heißt es: „Jon Fält ist hier kein Drummer im herkömmlichen Sinne, er schafft Klänge und füllt, schafft Raum durch Nicht-Spielen, groovt aber dennoch – sachlich kühl, versteht sich.“

## Diskographische Hinweise
- Nils Olmedal/Jon Falt/Mats Äleklint/Joakim Milder: Silent Room (2002)
- Dog Out: Dog Out (Moserobie 2003), mit Fredrik Nordstrom, Alberto Pinton, Mattias Welin
- Fredrik Ljungkvist: Yun Kan 12345 (Caprice, 2003), mit Fredrik Ljungkvist, Klas Nevrin, Mattias Welin, Per Åke Holmlander
- Alberto Pinton: The Visible (Moserobie, 2004), mit Mats Äleklint, Alberto Pinton, Mattias Ståhl, Torbjörn Zetterberg
- Palle Danielsson/Jon Fält/Mathias Landæus: Opening (2009)
- Anders Jormin: Ad Lucem (ECM, 2011), mit Fredrik Ljungkvist, Mariam Wallentin, Erika Angell
- Fredrik Ljungkvist Yun Kan 10: Ten (Hoop, 2012), mit Mats Aleklint, Per-Ake Holmlander, Fredrik Ljungkvist, Klas Nevrin, Mattias Risberg, Katt Hernandez, Mattias Welin, Raymond Strid, Sofia Jernberg
- Susana Santos Silva, Lotte Anker, Sten Sandell, Torbjörn Zetterberg, Jon Fält: Life and Other Transient Storms (Clean Feed Records, 2016)[5]
- Adam Forkelid, Georg Riedel, Jon Fält: Reminiscence (Moserobie, 2018)